# Keubeu Capang
Keubeu Capang is een bestuurslaag in het regentschap Aceh Barat van de provincie Atjeh, Indonesië. Keubeu Capang telt 107 inwoners (volkstelling 2010).